# Renúncia (1964)
Renúncia é uma telenovela produzida e exibida pela RecordTV entre 6 de julho e 19 de setembro de 1964, às 19h, substituindo A Morta Sem Espelho e sendo substituída por Prisioneiro de um Sonho. Baseada na radionovela homônima de Oduvaldo Vianna, foi escrita por Walther Negrão e Roberto Freire, sob direção de Silney Siqueira e direção geral de Randal Juliano. Foi a primeira novela diária da Record, um ano depois da TV Excelsior lançar a primeira novela diária brasileira – na época elas eram exibidas duas vezes por semana. O sucesso fez a emissora reprisar a novela logo na sequência, adiando Prisioneiro de um Sonho em dois meses.

## Enredo
Miguel é um músico que ficou com o rosto deformado ao cair de um penhasco, motivo pelo qual ele renuncia ao amor de Ângela, acreditando que ela merece alguém melhor. A moça é uma professora pobre, que nem imagina ser fruto de um caso de sua mãe Maria do Carmo com o rico Tristão Lemos, um homem perverso que mora num casarão no topo do colina da ilha onde eles vivem e oprime a população. Sua filha Rosa também se interessa por Miguel, ignorando os sentimentos do cozinheiro Jackson.

## Elenco
| Ator/Atriz              | Personagem            |
| ----------------------- | --------------------- |
| Francisco Cuoco         | Miguel Borges         |
| Irina Grecco            | Ângela Rocha de Lemos |
| Maria Helena Dias       | Rosa de Lemos         |
| Francisco Negrão        | Tristão de Lemos      |
| Therezinha Austregésilo | Maria do Carmo Rocha  |
| Felipe Carone           | Manoel Justino        |
| Ademir Rocha            | Jackson               |
| Rubens Campos           | João Marinheiro       |
| Osmar Costa             | Francisco             |
| Wolney Assis            | Gilberto              |